# Souillé
Souillé ist eine französische Gemeinde mit 822 Einwohnern (Stand: 1. Januar 2022) im Département Sarthe in der Region Pays de la Loire. Sie gehört zum Arrondissement Le Mans und zum Kanton Bonnétable. Die Einwohner werden Souilléens genannt.

## Geographie
Souillé liegt etwa zwölf Kilometer nördlich von Le Mans. Die Sarthe begrenzt die Gemeinde im Osten. Umgeben wird Souillé von den Nachbargemeinden Sainte-Jamme-sur-Sarthe im Norden, Montbizot im Norden und Nordosten, La Guierche im Osten sowie La Bazoge im Süden und Westen.

## Bevölkerungsentwicklung
| Jahr                       | 1962 | 1968 | 1975 | 1982 | 1990 | 1999 | 2006 | 2018 |
| Einwohner                  | 227  | 210  | 276  | 274  | 308  | 365  | 547  | 716  |
| Quellen: Cassini und INSEE |      |      |      |      |      |      |      |      |

## Sehenswürdigkeiten

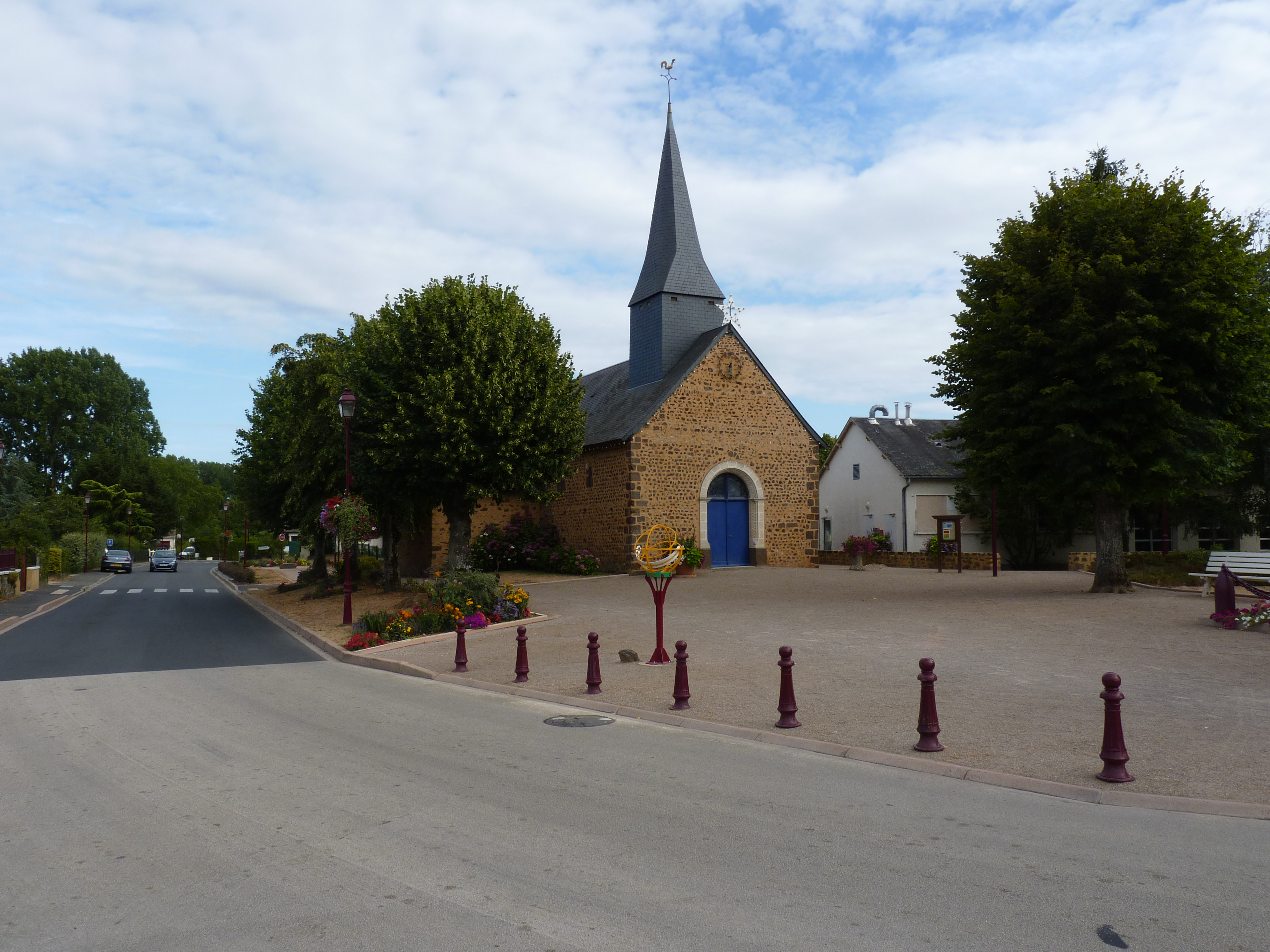
Kirche Saint-Martin

- Kirche Saint-Martin
- Kapelle Sainte-Anne
- Wassermühle